# Liste von Universitäten und Colleges der Siebenten-Tags-Adventisten
Im Folgenden findet sich eine Liste von Universitäten und Colleges der Siebenten-Tags-Adventisten.

## Afrika
- Adventist University of Africa
- Adventist University at Lukanga, Butembo, North Kivu,  Republik Kongo
- Adventist University Cosendai, Yaoundé,  Kamerun
- Universite Adventiste d’Afrique Centrale (Adventist University of Central Africa), Kigali,  Ruanda
- Adventist University Zurcher, Sambaina, Antsirabe,  Madagaskar
- Babcock University, Ogun State,  Nigeria
- Seminario Adventista do o (o Adventist Seminary), Huambo,  Angola
- Bugema University, Kampala,  Uganda
- Ethiopian Adventist College,  Äthiopien
- Helderberg College, Somerset West,  Südafrika
- Seminario Adventista do Setimo Dia de Mocambique (Mozambique Adventist Seminary),  Mosambik
- Solusi University, Bulawayo,  Simbabwe
- Tanzania Adventist College, Usa River,  Tansania
- University of Eastern Africa, Baraton, Eldoret,  Kenia
- Valley View University, Oyibi,  Ghana
- Zambia Adventist University, Monze,  Sambia

Gesamt: 16

## Ostasien
- Hong Kong Adventist College,  Clear Water Bay Peninsula, New Territories,  Hongkong
- Sahmyook Uimyeong Daehak (Sahmyook College),  Südkorea
- Sahmyook Ganho Bogeon Daehak (Sahmyook Nursing and Health College),  Südkorea
- Sahmyook Daehakgyo (Sahmyook University), Nowon-gu, Seoul,  Südkorea
- Saniku Gakuin College, Isumi-gun, Chiba-ken,  Japan
- Taiwan Adventist College, Landkreis Nantou,  Taiwan

Gesamt: 6

## Europa(inklusiveRussland)
- Adventista Teologiai Foiskola (Hungarian Theological Seminary),  Ungarn
- Adventistički teološki fakultet (Adriatic Union College),  Kroatien
- Beogradski Teološki Fakultet (Belgrade Theological Seminary),  Serbien
- Campus Adventiste du Saleve (Saleve Adventist University),  Frankreich
- Institutul Teologic Adventist (Romanian Adventist Theological Institute),  Rumänien
- Istituto Avventista di Cultura Biblica Villa Aurora (Italian Adventist College Villa Aurora),  Italien
- Newbold College,  Vereinigtes Königreich
- Russian Sahmyook University,  Russland
- Școala Postliceală Teologico-Sanitară Adventistă de Ziua a Șaptea Dr. Luca-Brăila (Romanian Adventist College of Health),  Rumänien
- Seminar Schloss Bogenhofen,  Österreich
- Seminario Adventista de España (Spanish Adventist Seminary),  Spanien
- Teologický seminář CASD (Sazava Theological Seminary),  Tschechien
- Theologische Hochschule Friedensau,  Deutschland
- Theologisches College „Stefan Konstantinow“ (Bulgarian Theological Seminary),  Bulgarien
- Toivonlinnan Yhteiskoulu (Finland Junior College),  Finnland
- Tyrifjord Videregaende Skole (Norwegian Junior College),  Norwegen
- Ukrainsky gumanitarny institut (Ukrainian Institute of Arts and Sciences),  Ukraine
- Vejlefjordskolen (Danish Junior College),  Dänemark
- Wyższa Szkoła Teologiczno - Humanistyczna (The Higher School of Theology and Humanities),  Polen
- Zaokskaya Dukhovnaya Akademiya (Zaoksky Adventist University),  Russland

Gesamt: 20

## Mittelamerika(inklusiveKaribikundZentralamerika)
- Universidad Adventista de las Antillas (Antillean Adventist University), Mayaguez,  Puerto Rico
- University of the Southern Caribbean,  Trinidad und Tobago
- Universidad Adventista de Centro America (Central American Adventist University),  Costa Rica
- Seminario Adventista de Cuba (Cuba Adventist Seminary),  Kuba
- Universidad Adventista Dominicana (Dominican Adventist University),  Dominikanische Republik
- Université Adventiste d’Haitï, (Haitian Adventist University), Diquini,  Haiti
- Inter-American Adventist Theological Seminary, Florida,  Vereinigte Staaten
- Northern Caribbean University, Mandeville,  Jamaika
- Hyacinth Chen Nursing School,  Jamaika

Gesamt: 9

## Nordamerika(ohne Karibik)
- Andrews University, Berrien Springs, MI,  Vereinigte Staaten
- Atlantic Union College, South Lancaster, MA,  Vereinigte Staaten
- Canadian University College, Lacombe, AB,  Kanada
- Columbia Union College, Takoma Park, MD,  Vereinigte Staaten
- Florida Hospital College of Health Sciences, Orlando, FL,  Vereinigte Staaten
- Griggs University, Silver Spring, MD,  Vereinigte Staaten
- Kettering College of Medical Arts, Kettering, OH,  Vereinigte Staaten
- La Sierra University, Riverside, CA,  Vereinigte Staaten
- Loma Linda University, Loma Linda, CA,  Vereinigte Staaten
- Oakwood University, Huntsville, AL,  Vereinigte Staaten
- Pacific Union College, Angwin, CA,  Vereinigte Staaten
- Southern Adventist University, Collegedale, TN,  Vereinigte Staaten
- Southwestern Adventist University, Keene, TX,  Vereinigte Staaten
- Union College, Lincoln, NE,  Vereinigte Staaten
- Universidad de Montemorelos (University of Montemorelos), Montemorelos, Nuevo León,  Mexiko
- Universidad de Navojoa (University of Navojoa), Navojoa, Sonora,  Mexiko
- Universidad Linda Vista (Linda Vista University), Pueblo Nuevo, Chiapas,  Mexiko
- Walla Walla University, College Place, WA,  Vereinigte Staaten

Nicht direkt der Freikirche zugehörig, aber mit ihr verbunden:
- Ouachita Hills College, Amity, AR,  Vereinigte Staaten

Gesamt: 19

## Südamerika
- Centro Universitário Adventista de São Paulo (Brazil Adventist University),  Brasilien
- Corporacion Universitaria Adventista (Colombia Adventist University),  Kolumbien
- Faculdade Adventista da Bahia (Northeast Brazil College),  Brasilien
- Instituto Universitario Adventista de Venezuela (Venezuelan Adventist University),  Venezuela
- Seminario Adventista Latinoamericano de Teologia (Latin-American Adventist Theological Seminary),  Brasilien
- Universidad Adventista de Bolivia (Adventist University of Bolivia), Cochabamba,  Bolivien
- Universidad Adventista de Chile (Chile Adventist University),  Chile
- Universidad Adventista del Plata (River Plate Adventist University), Entre Ríos,  Argentinien
- Universidad Chuluncayani Adventista (Chuluncayani Adventist University), Puno,  Peru
- Universidad Peruana Unión (Peruvian Union University), Lima,  Peru

Gesamt: 10

## SüdasienundSüdwestasien(oderMittlerer Osten)
- Adventist College of Professional Studies,  Indien
- Bangladesh Adventist Seminary and College,  Bangladesch
- Flaiz Adventist College,  Indien
- Lakpahana Adventist College and Seminary,  Sri Lanka
- Lowry Memorial College,  Indien
- Middle East University,  Libanon
- Mount Zion College of Engineering and Technology,  Indien
- Northeast Adventist College,  Indien
- Pakistan Adventist Seminary,  Pakistan
- Spicer Memorial College,  Indien

Gesamt: 10

## Süd-Pazifik&Ozeanien
- Avondale College, Cooranbong, Lake Macquarie, New South Wales,  Australien
- Fulton College, Tailevu,  Fidschi
- Pacific Adventist University, Port Moresby,  Papua-Neuguinea
- Sonoma Adventist College, Kokopo, East New Britain,  Papua-Neuguinea

Gesamt: 4

## Südostasien
- Adventist International Institute of Advanced Studies, Puting Kahoy, Silang, Cavite,  Philippinen
- Adventist University of the Philippines, Luzon,  Philippinen
- Central Philippine Adventist College, Murcia, Negros Occidental,  Philippinen
- Colegio ng Tanawing Kabundukan (Mountain View College), Valencia City, Bukidnon, Mindanao,  Philippinen
- Indonesian Adventist University, Parongpong, Bandung,  Indonesien
- Manila Adventist Medical Center and Colleges, Manila,  Philippinen
- Asia-Pacific International University, Muak Lek, Saraburi province,  Thailand
- Myanmar Union Adventist Seminary, Myaungmya,  Myanmar
- Naga View Adventist College, Panicuason, Naga City, Luzon,  Philippinen
- Northern Luzon Adventist College, Sison, Pangasinan, Luzon,  Philippinen
- South Philippine Adventist College, Matanao, Davao del Sur,  Philippinen
- Surya Nusantara Adventist College, Pematang Siantar, North Sumatra,  Indonesien
- Universitas Klabat (Klabat University), Airmadidi, North Sulawesi,  Indonesien

Gesamt: 13